# Никитский, Александр Васильевич
Алекса́ндр Васи́льевич Ники́тский (20 октября (1 ноября) 1859 — 8 декабря 1921) — русский филолог-классик, эпиграфист, ординарный профессор и декан историко-филологического факультета Московского университета, академик Императорской академии наук (1917).

## Биография
Родился 20 октября (1 ноября) 1859 года в семье православного священника, первоначальное образование получил дома.
В 1874—1878 годах учился в Новгородской духовной семинарии, затем в Петербургском историко-филологическом институте (1878—1882).
После окончания института А. В. Никитский преподавал древнегреческий язык в Одесской духовной семинарии. В 1883 году был командирован в Грецию — в планах подготовки к профессорской деятельности. По возвращении из командировки, с осени 1885 года продолжил преподавание в Одесской семинарии, а с апреля 1886 года преподавал классическую филологию в Новороссийском университете в должности приват-доцента.
Через год после защиты магистерской диссертации, в декабре 1886 года он был назначен на должность экстраординарного профессора кафедры древнегреческой филологии и древностей Юрьевского университета; с февраля 1901 года исполнял должность ординарного профессора. В декабре 1901 года защитил в Петербургском университете докторскую диссертацию и в январе 1902 года занял должность ординарного профессора кафедры классической филологии историко-филологического факультета Московского университета. С осени 1904 года — секретарь совета, а с сентября 1906 до ноября 1908 года — декан историко-филологического факультета Московского университета. С 1 января 1908 года — в чине действительного статского советника. Член-корреспондент Академии наук с 7 декабря 1902 года — историко-филологическое отделение по разряду классической филологии и археологии (античная история, литература и эпиграфика).
С 17 ноября 1908 года находился на должности попечителя Оренбургского учебного округа, в 1909 году стал почётным членом Уфимского губернского попечительства детских приютов. Эти должности исполнял вплоть до своей отставки по болезни в феврале 1910 года. 
В марте 1911 года он был причислен к Министерству народного просвещения и спустя три года назначен членом учёного комитета этого ведомства. Одновременно с 1912 года он преподавал греческую словесность в Историко-филологическом институте; в 1912—1915 годах был приват-доцентом в Петербургском университете, а с 1914 года читал ещё и античную литературу в Женском педагогическом институте.
С 15 апреля 1917 года он — ординарный академик по отделению исторических наук и филологии.
Член Императорского Православного Палестинского Общества.
Умер 8 декабря 1921 года в Петрограде. Похоронен на Смоленском православном кладбище, постамент с надписью находится рядом с памятником академику Николаю Лихачёву.
Наиболее известными его трудами явились обе диссертации — магистерская, «Дельфийские эпиграфические этюды» (Одесса, 1895), и докторская, «Исследования в области греческих надписей» (Юрьев, осень 1901).
Были напечатаны также: «Житие Иоанна Готфского» («Записки Одесского Общ-ва Истории и Древностей», XIII), «Надписи из Дельф» («ЖМНП», 1884, № 11), «Надписи из Зап. Локриды» («ЖМНП», 1884, № 12), «Греческая эпиграфика» (Одесса, 1892), «Тлиполем Артапатов Ликийский» («Ж. М. Н. Пр.», 1895, 6), «Автофон Баунака» («ЖМНП», 1900, № 11) и др.

## Награды
- орден Св. Владимира 4-й ст.
- орден Св. Станислава 2-й ст.
- орден Св. Анны 2-й ст.